# Trochoideus bicolor
Trochoideus bicolor is een keversoort uit de familie zwamkevers (Endomychidae). De wetenschappelijke naam van de soort werd in 1909 gepubliceerd door Csiki.